# Bubalusperiode

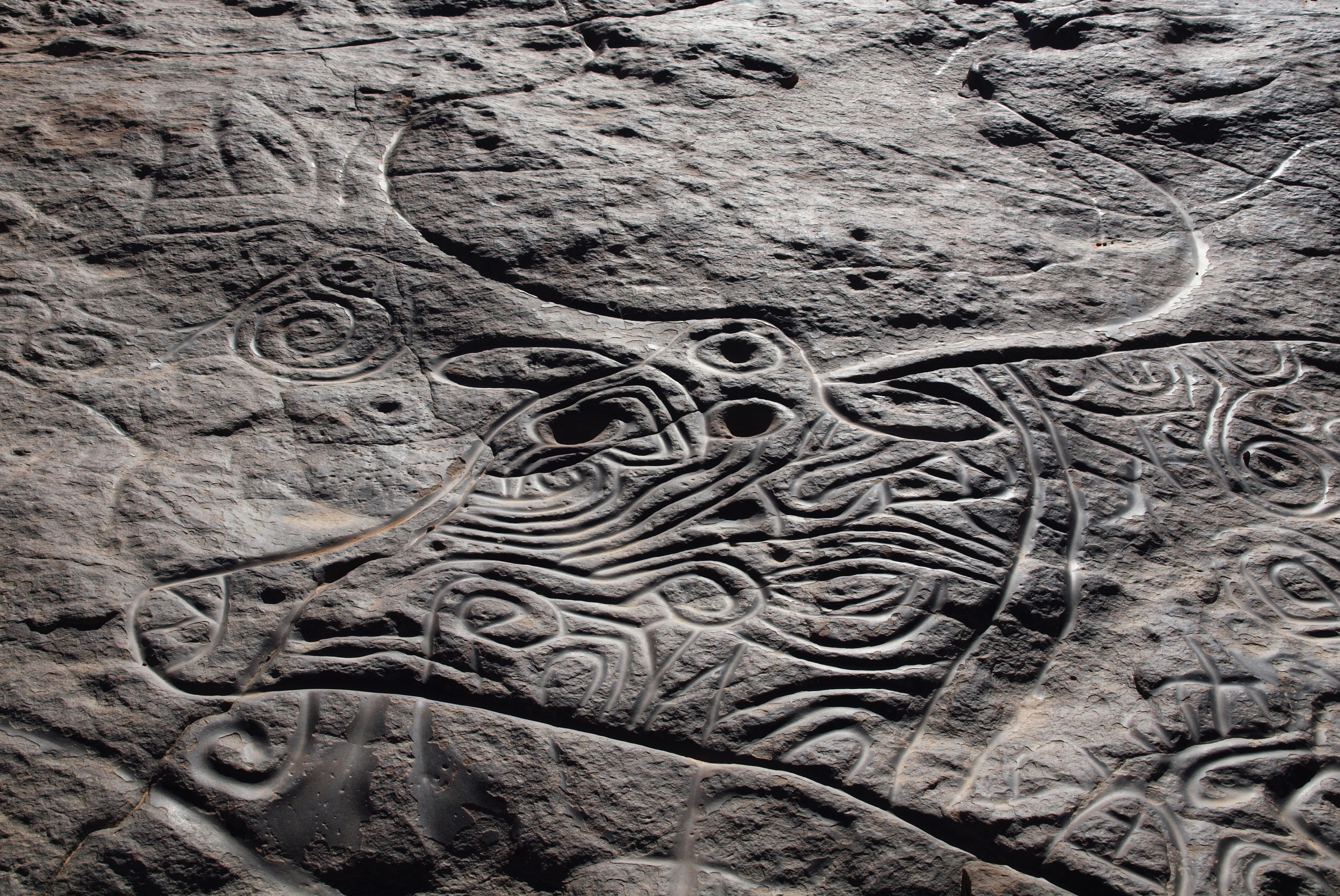
petroglief van Bubalus antiquus, Tin Taghirt, Tassili n'Ajjer

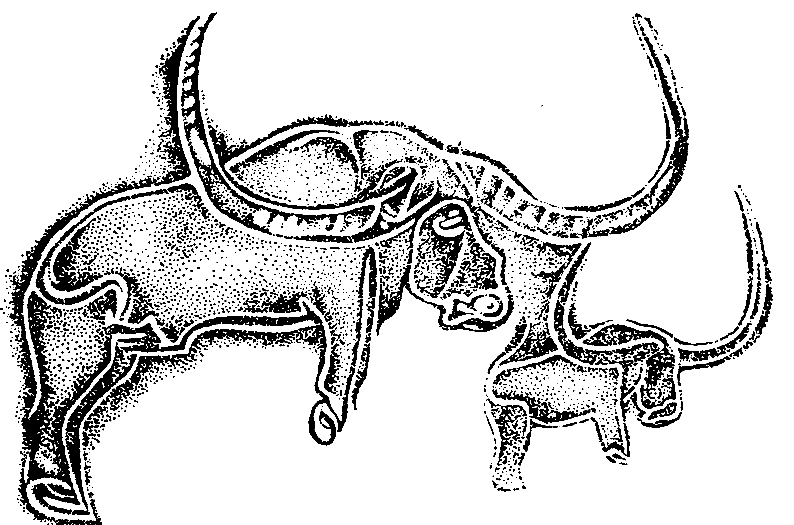
petroglief in de Wadi Mathendush - tekening van Leo Frobenius

De Bubalusperiode, buffelperiode of grootwildperiode is de vroegste stijlperiode van rotskunst uit de Centrale Sahara, gemaakt in de vorm van petrogliefen en gedateerd tussen 14.000 en 10.000 BP. In de rotskunst van de Bubalusperiode wordt de dierenwereld bijzonder benadrukt, en afbeeldingen van dieren werden doorgaans op een groter formaat afgebeeld dan afbeeldingen van mensen. De Bubalus-rotskunst toont een aantal geometrische ontwerpen en naturalistische omlijnde afbeeldingen van dieren, zoals antilopen, oerossen, buffels (Bubalus antiquus, tegenwoordig Syncerus antiquus), ezels, olifanten, vissen (bijvoorbeeld meervallen, nijlbaarzen), giraffen, nijlpaarden, struisvogels en neushoorns. De meeste Bubalus-petrogliefen zijn te vinden in de noordelijke regio van Tassili n'Ajjer, in Oued Djerat. De afbeeldingen van mensen, hoewel minder in aantal, geven een inzicht in de toenmalige cultuur en tonen, voor zover herkenbaar, een West-Euraziatisch mensentype.  
De Bubalusperiode wordt gevolgd door de Kel Essufperiode, welke verband hield met een migratie van mensen uit het gebied ten zuiden van de Sahara.  

## Classificaties
De rotskunst van de Sahara wordt gecategoriseerd in verschillende groepen (bijvoorbeeld Bubalus, Kel Essuf, rondkop, pastoraal, paarden, kamelen), op basis van verschillende factoren (bijvoorbeeld kunsttechniek, afgebeelde dieren, motieven, overlappingen van stijlen). 
Tussen 12.000 en 5000 BP ondergingen de buffels (Bubalus antiquus) in Afrika een massale uitsterving. As gevolg daarvan werden de in open rotslocaties gevonden petrogliefen van deze macroscopische, ongedomesticeerde buffels geïdentificeerd als Bubalusperiode. Daarentegen zijn er in de afgesloten rotstekeningenzones gegraveerde Kel Essuf-kunstwerken te vinden, waarop kleine menselijke vormen met korte armen, benen en penisvormige aanhangsels zijn afgebeeld. 

## Chronologie
De chronologie van de rotstekeningen van de Sahara is het onderwerp van debat gebleven. De rotstekeningen van de rondkop, Kel Essuf en Bubalusperiode zijn de oudste chronologische typen, maar de datering ervan wordt als minder zeker beschouwd in vergelijking met de jongere chronologische typen (bijvoorbeeld rotstekeningen met afbeeldingen van dieren uit de Sahara, die chronologisch konden worden benaderd voor een specifieke tijdsperiode). Als gevolg hiervan werden twee soorten chronologieën ontwikkeld, de lange chronologie en korte chronologie. 
Geloofwaardigheid voor de lange chronologie wordt gegeven door gedecoreerd aardewerk uit de Sahara, gedateerd op 10.726 BP. Een spatel en stenen slijpgereedschappen met okerresten erop, die dienen als bewijs van beschildering, werden gevonden in een Acacus-rotsonderkomen met rondkop-rotskunst. Verf van rondkop-rotskunst in de regio van Libië werd ook getest en gedateerd op 6379 BP. Al met al tonen deze afbeeldingen een voortzetting van de traditie van de rondkoprotskunst tot ver in de pastorale periode. 
De datering van de Bubalus-rotstekeningen werd geschat op de late periode van het Pleistoceen of de vroege periode van het Holoceen met behulp van resten van klei, mangaan en ijzeroxide in de donkergekleurde patina. De Qurta-rotstekeningen uit het prehistorische Egypte, waarop ongedomesticeerde dieren zijn afgebeeld, worden geschat op minimaal 15.000 BP. Dit is als aanvullende overweging gebruikt voor de datering van de Bubalus-rotstekeningen op veel eerder dan 10.000 BP.

## Klimaat
Tussen het 16e en 15e millennium BP was de omgeving vochtig. Van 20.000 tot 13.000 BP was er sprake van een gevarieerd klimaatsysteem. De hooggelegen gebieden met bergen waren aanzienlijk natter dan de laaggelegen gebieden zonder bergen, wat leidde tot klimaatvariatie. In hooggelegen gebieden viel veel regen, waardoor er meren ontstonden, terwijl in laaggelegen gebieden sprake was van aanzienlijke droogte. In het Laat Pleistoceen, met zijn gevarieerde klimaatsysteem, bleef de bergachtige omgeving voldoende vochtig, wat het mogelijk maakte dat dieren, planten en mensen konden leven. 

## Culturele betekenis

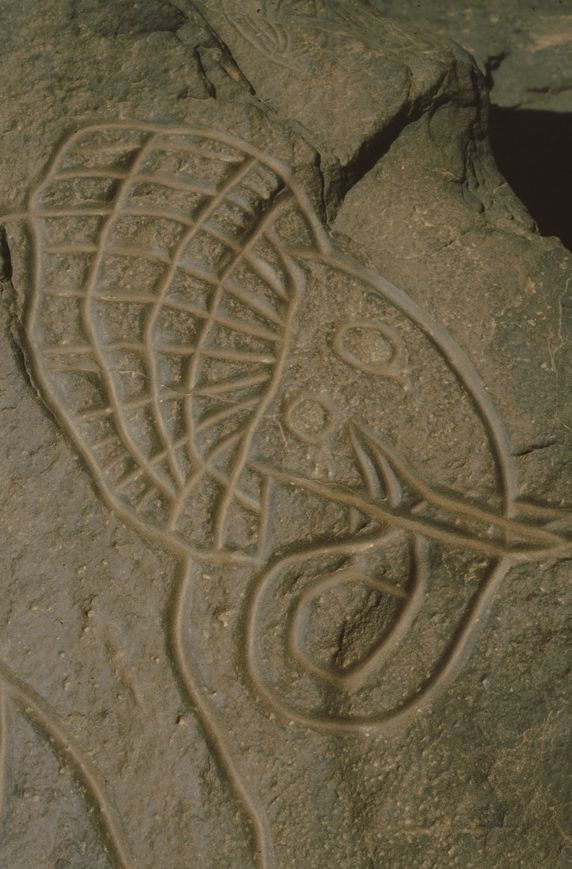
olifant, Oued Djerat

Het merendeel van de rotstekeningen in de Bubalus-stijl bevindt zich in het zogenoemde Maghreb-deel van de Sahara, een groot gebied dat zich uitstrekt over Algerije, Marokko en Tunesië - met name de regio Fezzan in het zuidwesten van Libië. Grote petrogliefen van wilde fauna, die in een naturalistische stijl zijn gemaakt, zijn te vinden in de noordelijke regio van Tassili N'Ajjer, bij Oued Djerat. Terwijl Kel Essuf-petrogliefen zich meestal in groepen op de wanden van rotsschuilplaatsen bevinden, bevinden Bubalus-petrogliefen zich in niet-omheinde gebieden, zoals rotsblokken, en zijn ze wijdverspreid over dergelijke gebieden. Terwijl de Kel Essuf-petrogliefen zich doorgaans op dezelfde rotswanden bevinden als de latere geschilderde rondkop-kunst, is dat niet het geval bij de Bubalus-rotskunst. 
De naturalistische afbeeldingen van dieren werden op schaal getekend, afzonderlijk en met een gedemonstreerde opzettelijkheid die aangeeft dat deze grote dieren van bijzonder belang waren in de menselijke wereld, of dat deze grote dieren werden bejaagd door sociaal georganiseerde jagers-verzamelaars. Omdat de dierenwereld in de Bubalus-rotskunst bijzonder wordt benadrukt, worden afbeeldingen van dieren doorgaans op een groter formaat afgebeeld dan afbeeldingen van mensen. De Bubalus-rotskunst toont een aantal geometrische ontwerpen en naturalistische omlijnde afbeeldingen van dieren, zoals antilopen, oerossen, buffels, ezels, olifanten, vissen (bijvoorbeeld meervallen, nijlbaarzen), giraffen, nijlpaarden, struisvogels en neushoorns. De uitgestorven Bubalus antiquus is mogelijk tot 5000 BP in sommige regio's van de Centrale Sahara blijven voortbestaan. Terwijl antilopen en manenschapen kenmerkend zijn en mogelijk culturele betekenis hebben gehad voor de makers van de rondkop-rotskunst, zijn buffels, olifanten en giraffen kenmerkend en hadden mogelijk culturele betekenis voor de makers van de Bubalus-rotskunst. 
Terwijl de Bubalus-rotskunst geen prominentie aan mensen geeft, geeft de rondkop-rotskunst dat wel. Het verschil in menselijke prominentie tussen de Bubalus-kunstenaars en de rondkop-kunstenaars wordt gezien als indicatie van een toenemend bewustzijn van het belang en de invloed van mensen, en als een representatieve overgang in de rotskunst van de Centrale Sahara van het laatpaleolithicum naar het neolithicum. 
Bubalus-rotstekeningen beelden de levenswijze uit het laatpaleolithicum uit. Jagers-verzamelaars hebben mogelijk de gegraveerde rotstekeningen van grootwildfauna gemaakt. Sommige rotstekeningen tonen half-dierlijke en half-menselijke figuren of menselijke figuren met dierenmaskers. Sommige rotstekeningen tonen ook afbeeldingen van seksuele aard tussen mannen en vrouwen. In Oued Djerat, in Algerije, zijn petrogliefen te zien met gemaskerde boogschutters die besneden zijn. Het zou een scène kunnen zijn die een ritueel afbeeld.  
In vergelijking met de pastorale rotskunst worden in de rondkop-rotskunst en de Bubalus-rotskunst meer vrouwen afgebeeld. Terwijl Barich (1998) dit ziet als het verlies van sociale status onder vrouwen, geeft Miller (2008) aan dat, hoewel mogelijk waar, de pastorale rotskunst vrouwen ook anders kan afbeelden, en dat het onderscheid tussen de afgebeelde geslachten niet altijd even duidelijk wordt weergegeven. 